# Segunda División de Chile 2013/2014
Campeonato Nacional de Segunda División de Fútbol Profesional 2013/2014, eller enbart Segunda División 2013/2014 var Chiles tredje högsta division för fotboll för säsongen 2013/2014. I säsongen deltar 12 lag, varav 4 är b-lag till lag i den högsta divisionen, medan de övriga 8 är ordinarie a-lag. B-lagen kan inte flyttas upp till en högre division eller flyttas ner till en lägre. Utöver detta är Malleco Unido speciellt inbjudna och kan därför inte heller flyttas upp till en högre division.

## Tabell
B-lag kunde inte flyttas ner och inte heller det inbjudna laget Malleco Unido. Dessa lag kunde emellertid inte heller flyttas upp. Dessa lag markeras med en asterisk (*). Till följd av detta skulle det sjundeplacerade laget, Deportes Linares, flyttas ner en division till Tercera División nästa säsong. Men eftersom Segunda División nästa säsong utökades med fler ordinarie lag, så att inga B-lag deltog, innebar det att Deportes Linares behöll sin plats i Segunda División till nästa säsong. Iberia flyttades upp till Primera B 2014/2015.
| Nr | Lag                   | S  | V  | O | F  | GM | IM | MS  | P  |
| -- | --------------------- | -- | -- | - | -- | -- | -- | --- | -- |
| 1  | Iberia                | 22 | 14 | 6 | 2  | 59 | 24 | +35 | 48 |
| 2  | San Antonio Unido     | 22 | 15 | 2 | 5  | 47 | 27 | +20 | 47 |
| 3  | Deportes Puerto Montt | 22 | 14 | 4 | 4  | 42 | 18 | +24 | 46 |
| 4  | Deportes Melipilla    | 22 | 9  | 8 | 5  | 29 | 18 | +11 | 35 |
| 5  | Deportes Valdivia     | 22 | 10 | 3 | 9  | 34 | 29 | +5  | 33 |
| 6  | Trasandino            | 22 | 10 | 3 | 9  | 42 | 39 | +3  | 33 |
| 7  | Deportes Linares      | 22 | 10 | 3 | 9  | 35 | 34 | +1  | 33 |
| 8  | Audax Italiano B*     | 22 | 8  | 5 | 9  | 39 | 32 | +7  | 29 |
| 9  | Malleco Unido*        | 22 | 8  | 4 | 10 | 27 | 32 | −5  | 28 |
| 10 | Unión Española B*     | 22 | 6  | 2 | 14 | 36 | 54 | −18 | 20 |
| 11 | Colo-Colo B*          | 22 | 4  | 2 | 16 | 28 | 63 | −35 | 14 |
| 12 | Ñublense B*           | 22 | 2  | 2 | 18 | 18 | 65 | −47 | 8  |

### Matcher
| Hemma \ Borta         | AUD | COL | DLI | DME | DPM | DVA | IBE | MAL | ÑUB | SAN | TRA | UNI |
| Audax Italiano B      | —   | 6–0 | 2–1 | 1–1 | 0–0 | 2–2 | 1–0 | 3–4 | 3–1 | 0–1 | 2–2 | 4–1 |
| Colo-Colo B           | 1–3 | —   | 4–2 | 1–1 | 2–3 | 0–1 | 0–8 | 0–0 | 5–1 | 1–5 | 2–4 | 0–3 |
| Deportes Linares      | 1–3 | 3–0 | —   | 1–0 | 2–2 | 1–0 | 1–1 | 2–1 | 0–0 | 2–0 | 1–2 | 4–3 |
| Deportes Melipilla    | 2–0 | 3–0 | 3–1 | —   | 1–1 | 1–1 | 1–1 | 0–0 | 3–0 | 3–2 | 0–3 | 2–2 |
| Deportes Puerto Montt | 5–1 | 2–1 | 1–2 | 1–0 | —   | 2–1 | 0–1 | 1–0 | 1–0 | 1–0 | 4–0 | 3–2 |
| Deportes Valdivia     | 1–0 | 2–1 | 1–0 | 0–1 | 0–2 | —   | 2–1 | 3–1 | 3–0 | 1–2 | 3–3 | 5–2 |
| Iberia                | 3–1 | 4–2 | 3–2 | 0–0 | 1–1 | 3–2 | —   | 2–0 | 7–0 | 3–2 | 1–1 | 5–1 |
| Malleco Unido         | 0–0 | 2–4 | 0–1 | 1–0 | 0–2 | 2–0 | 2–1 | —   | 2–1 | 2–2 | 2–0 | 0–2 |
| Ñublense B            | 0–5 | 0–1 | 2–3 | 1–2 | 0–3 | 1–0 | 1–3 | 1–4 | —   | 3–5 | 2–1 | 2–2 |
| San Antonio Unido     | 2–0 | 2–1 | 2–1 | 1–0 | 2–1 | 3–0 | 2–2 | 3–2 | 3–0 | —   | 3–1 | 3–1 |
| Trasandino            | 2–0 | 2–0 | 3–2 | 1–3 | 2–1 | 1–3 | 3–5 | 3–0 | 5–1 | 2–0 | —   | 0–2 |
| Unión Española B      | 1–3 | 6–2 | 1–2 | 0–2 | 0–5 | 0–3 | 0–3 | 1–2 | 4–1 | 0–2 | 2–1 | —   |